# Институт истории, языка и литературы УФИЦ РАН
Институт истории, языка и литературы УФИЦ РАН (ИИЯЛ УФИЦ РАН) — старейшее научное учреждение Башкортостана. Образован в 1932 году. В 1982 году Институт награждён орденом «Знак Почёта».
За годы исследовательской работы Институтом издано около 600 монографий и сборников. При ИИЯЛ была организована группа «Башкирской энциклопедии», которая впоследствии выделилась в самостоятельное подразделение.
ИИЯЛ имеет собственную аспирантуру по специальностям «Археология», «Этнография», «Отечественная история», «Литература народов России», «Фольклористика», «Тюркские языки», «Искусствознание», в которой обучается 26 аспирантов и 37 соискателей.
Труды десяти сотрудников отмечены Государственной премией Республики Башкортостан им. Салавата Юлаева, троих — уральской премией имени В. П. Бирюкова, одного — премией имени Г. Саляма, около двух десятков ученых Института носят почётные звания РФ и РБ.

## Подразделения
Институт истории языка и литературы на сегодняшний день состоит из 8  научных подразделений::
- Отдел археологических исследований;
- Отдел этнологии;
- Отдел истории Башкортостана;
- Отдел новейшей истории Башкортостана;
- Отдел языкознания (с лабораторией лингвистики и информационных технологий);
- Отдел фольклористики;
- Отдел литературоведения.
- Отдел восточных рукописей

В настоящее время численность ИИЯЛ УФИЦ РАН составляет 75 человек, в том числе 10 докторов наук, 36 кандидатов наук.

## История
В 1922 году при Наркомпросе Башкирской АССР был создан Академический центр с образованным при нём «Обществом по изучению Башкирии». Его цель — исследовать быт, культуру, историю башкир. Вначале он насчитывал 10 человек.
В 1930 году при Совнаркоме республики с целью организации научных исследований в различных областях знаний, руководства краеведческими работами, подготовки научных кадров и популяризации научных знаний был открыт Башкирский комплексный научно-исследовательский институт. Вскоре Институт был реорганизован.
В 1931 году на базе Комплексного института организуется Институт национальной культуры. 4 марта 1932 года издан первый приказ по Институту. Этот день является началом деятельности нынешнего Института истории, языка и литературы:
«С первого марта 1932 г. приступил к исполнению обязанностей директор Башкирского научно-исследовательского Института национальной культуры Михаил Арефьевич Солянов».

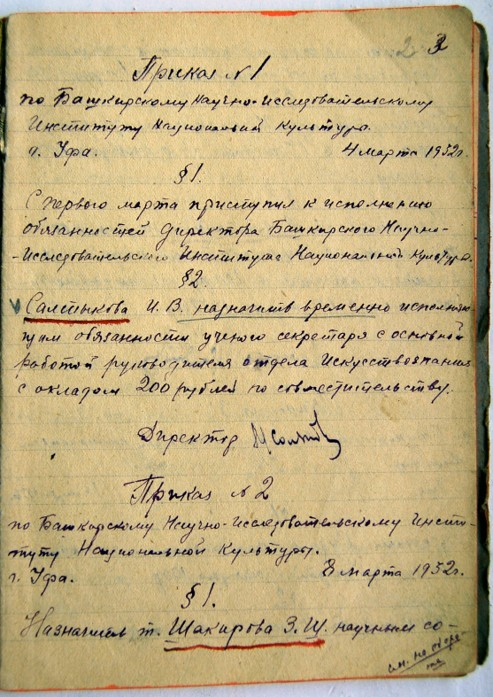
Первый приказ первого директора Института Михаила Арефьевича Солянова

В июле 1936 года институт был реорганизован в Башкирский научно-исследовательский институт языка и литературы.
В 1951 году в связи с созданием Башкирского филиала АН СССР институт вошёл в его состав.

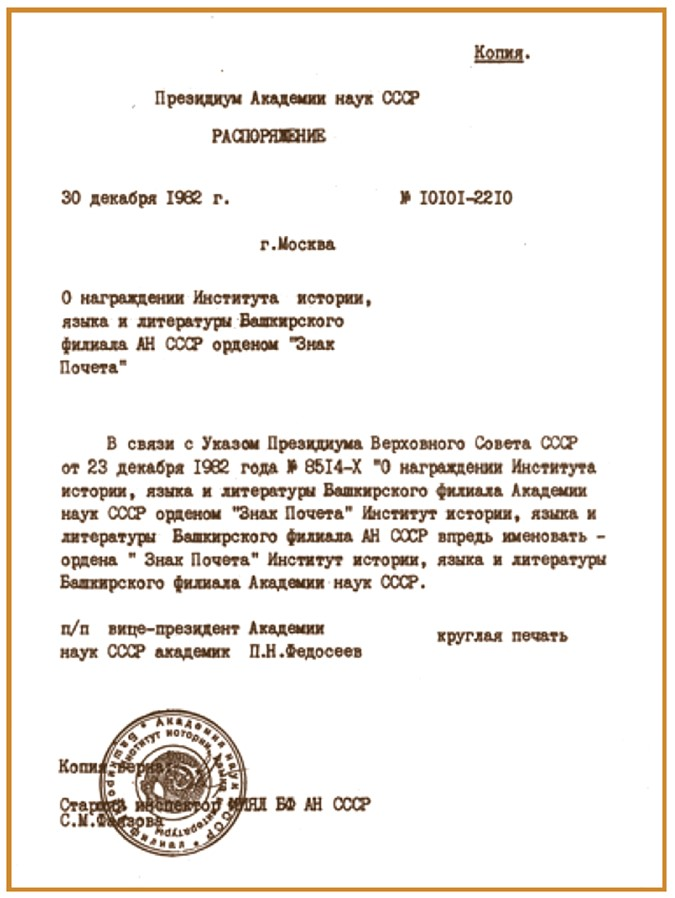
В 1982 г. Институт Указом Президиума Верховного Совета СССР от 23 декабря 1982 г. был награждён орденом «Знак Почета».

В 1982 году Институт Указом Президиума Верховного Совета СССР от 23 декабря 1982 г. был награждён орденом «Знак Почёта».
С 1987 года, с принятием специального постановления ЦК КПСС и Совета Министров СССР о преобразовании Башкирского филиала АН СССР в Башкирский научный центр Уральского отделения АН СССР, институт стал называться ИИЯЛ БНЦ УрО АН СССР.
С 1992 года в связи с выделением БНЦ в самостоятельное подразделение Уфимский научный центр, Институт стал называться ИИЯЛ УНЦ РАН.
Большой вклад в изучение истории и культуры башкир внесли учёные: К. З. Ахмеров, И. Г. Галяутдинов, В. А. Иванов, Э. Ф. Ишбердин, Р. Г. Кузеев, Н. Х. Максютова, С. Ф. Миржанова, Г. З. Рамазанов, К. В. Сальников, А. М. Сулейманов, З. Г. Ураксин, Х. Ф. Усманов, А. И. Харисов, Г. Б. Хусаинов и др.

## Названия института
Институт истории, языка и литературы Уфимского федерального исследовательского центра Российской академии наук создан как Башкирский НИИ национальной культуры в 1932 в Уфе на базе Башкирского комплексного НИИ (1930). В 1936 реорганизован в Баш. НИИ языка и литературы, в 1943 переименован в Башкирский НИИ истории, языка и литературы им. М.Гафури. Современное название — с 1951, тогда же институт вошел в состав БФ АН СССР.

## Руководители
Институт в разное время возглавляли:
- Солянов, Михаил Арефьевич (март — сентябрь 1932)
- Чанышев, Амир Идрисович (сентябрь 1932 — апрель 1933), писатель, поэт, кандидат филологических наук;
- Амантаев, Абдулла Сахибгареевич (май 1933 -октябрь 1936), (апрель — октябрь 1937), писатель, поэт;
- Тагиров, Афзал Мухитдинович (октябрь 1936 — апрель 1937), государственный деятель и писатель, председатель ЦИК БАССР (1931—1937);
- Усманов, Абубакир Нурианович (декабрь 1937 — сентябрь 1939), (июнь 1943 — март1951), кандидат исторических наук, секретарь обкома ВКП (б) (1941 — 1943);
- Хамматов, Халиль Хайруллович (сентябрь 1939 — июнь 1941);
- Байков, Шагисултан Шагимарданович (июнь 1941 — февраль 1942);
- Кудашев, Афзал Галлямович (февраль 1942 — июнь 1943), литературовед, библиограф, кандидат филологических наук;
- Янгиров, Марван Янгирович (март 1951 — июль 1952), партийный деятель, кандидат исторических наук, второй секретарь обкома ВКП(б) (1945—1947);
- Типеев, Шамсон Исламович (июль 1952 — апрель 1954), кандидат исторических наук, заместитель председателя Президиума БФ АН СССР (1951—1952);
- Харисов, Ахнаф Ибрагимович (декабрь 1954 — декабрь 1963), литературовед, лингвист, доктор филологических наук;
- Сайранов, Хайдар Сайранович (декабрь 1963 — февраль 1980), кандидат исторических наук, партийный деятель, секретарь обкома КПСС (1954—1963);
- Усманов, Хамза Фатыхович (февраль 1980 — май 1988), доктор исторических наук, профессор, почетный академик АН РБ;
- Ураксин, Зиннур Газизович (май 1988 — февраль 2002), доктор филологических наук, профессор, академик АН РБ;
- Илишев, Ильдус Губайдуллович (февраль 2002 — февраль 2005), доктор политических наук, заместитель председателя Правительства РБ, министр культуры и национальной политики РБ (в 2005—2010 гг.);
- Хисамитдинова, Фирдаус Гильмитдиновна (2005 — 2015), доктор филологических наук, профессор.
- Псянчин, Айбулат Валиевич (2016 — 2021), доктор географических наук, профессор.
- Рахматуллина, Зугура Ягануровна (с 2021), доктор философских наук, профессор.